# Krasnoarmeiski (Region Altai, Halbstadt)
Krasnoarmeiski  (russisch Красноармейский, Transliteration Krasnoarmejskij) ist eine ländliche Siedlung (possjolok) im Deutschen Nationalkreis der russischen Region Altai im Süden Westsibiriens.

## Geschichte
Das russlanddeutsche Dorf wurde im Jahre 1907 gegründet. Die ersten Siedler kamen im Jahr 1902. Ursprünglich lebten hier sieben Familien. Diese stammten aus den südlichen Provinzen des europäischen Teils Russlands, wahrscheinlich aus dem Gouvernement Jekaterinoslaw; sie waren Lutheraner. Die ersten Bauernhöfe wurden Barskoje, Reichenfeld und Baschenfeld genannt. Im Jahr 1930 trug das Dorf den Namen Barski Log oder kurz Barski. Im Jahr 1950 wurde das Dorf in Krasnoarmeiskoje umbenannt, von russisch Krasnaja Armija für Rote Armee. Die heute offizielle Namensform ist Krasnoarmeiski. Der Ort gehört zur Landgemeinde Kussak (früher Alexanderkron).

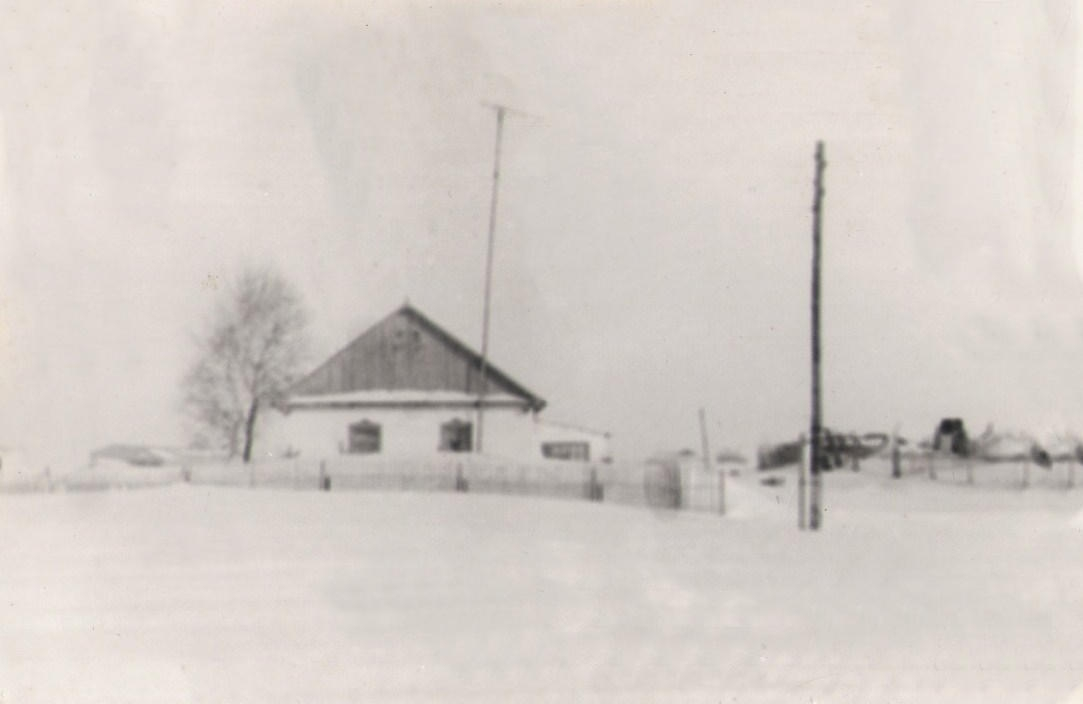
Haus der Familie Gleich im Ort in den 1950er Jahren

Die Art der Heimstätte wurde durch Einwanderer aus den ehemaligen Wohnorten mitgebracht. Die „Ussadba“ war ein großer Hof, wo sich alle Bauten unter einem Dach befanden. Anfänglich gab es im Dorf nur einen gemeinsamen Brunnen, später besaß jeder Hof einen eigenen. Der Boden in dieser Gegend ist sehr fruchtbar, bedarf aber künstlicher Bewässerung. Das Grundwasser liegt sehr tief, so dass die Menschen hauptsächlich mit Tierzucht beschäftigt waren. Es wurden Kühe und Pferde gezüchtet. Süßwasser musste aus dem zwölf Kilometer entfernten Dorf Kresty gebracht werden. Balken und Bretter für den Hausbau besorgte man in Kljutschi. Die im Überschuss produzierte Produkte verkaufte man sonntags auf dem Markt in Slawgorod. Obwohl die Beziehungen zwischen den Bewohnern von Krasnoarmeiski mit Vertretern anderer Religionen friedlich waren, wurde allgemein vorgezogen, unter Lutheranern zu heiraten, vorwiegend mit den Bewohnern des Dorfes Noworomanowka.

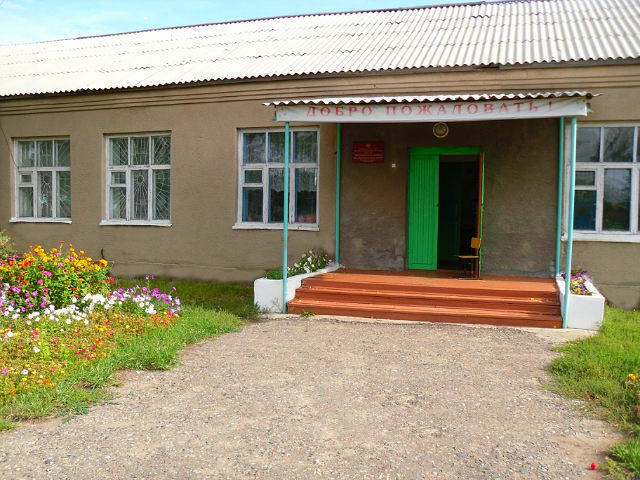
Das Schulgebäude im Jahr 2011

 Bis Mitte der 1950er-Jahre gab es in Krasnoarmeiski eine Grundschule, später eine siebenjährige, ab 1960 eine achtjährige Mittelschule. Deutsch wird als Muttersprache gelehrt. In Krasnoarmeiski gibt es eine Schmiede, eine Schreinerei, einen Laden, eine Bibliothek und eine Kapelle.
Viele Einwohner waren zur Zeit des Deutsch-Sowjetischen Krieges in Arbeitslagern, arbeiteten beispielsweise in den Kohleschächten um Tula oder bei der Holzfällerei in Jakutien. Bis 1991 gab es praktisch keine Zuwanderung. Nach dem Zerfall der Sowjetunion wanderten 90 % der Einwohner nach Deutschland aus.